# Белостокер штерн
«Белостокер штерн» (с идиш — «Белостокская звезда») — единственная газета на идише в Западной Белоруссии в 1939—1941 годах. Выходила в Белостоке. Всего вышло около 200 номеров, последний — 22 июня 1941 года. Издание газеты прекратила Великая Отечественная война.

## Создание газеты
Во второй половине сентября 1941 года в Западной Белоруссии была установлена советская власть. Уже 25 сентября 1939 года в Западной Белоруссии были открыты 30 редакций советских газет. Газеты печатались на месте, а также присылались из СССР. Из-за нехватки бумаги для того, чтобы выпускать газеты для Западной Белоруссии, советские власти сократили тиражи, объем, периодичной (а в некоторых случаях вовсе ликвидировали) периодические издания восточных областей Белорусской ССР. Это сокращение дало экономию в 226,8 тонн бумаги.
Среди населения Западной Белоруссии было много евреев — 700 тысяч человек (включая беженцев). Для них была создана газета «Белостокер штерн», которая начала выходить в октябре 1939 года, то есть еще до официального включения Западной Белоруссии в состав Белорусской ССР. Газета просуществовала 20 месяцев, за которые вышли около 200 номеров (последний вышел 22 июня 1941 года).

## Тираж, объем и периодичность
Тираж номер «Белостокер штерн» составлял 5 тыс. экз.. Объем номера — 4 полосы. Газета сначала выходила по четвергам, затем по воскресеньям.

## Содержание номеров
Белостокский областной комитет партии поставил перед «Белостокер штерн» задачу — «разоблачение еврейских контрреволюционных партий и разъяснение трудящимся массам на понятном им языке основ Ленинско-Сталинской национальной политики». Газета состояла из колонок: «Еврейские культурные новости», «События в Биробиджане», «В еврейских образовательных институтах». Также была обязательная для советских газет новостная лента, где публиковались сообщения ТАСС, новости СССР и постановления правительства — переводы с русского, белорусского и украинского языков.

## Сотрудники
Постоянный штат газеты (на осень 1940 года) состоял из 4 человек (все — евреи-«восточники», то есть прибывшие из восточных областей Белорусской ССР). Главным редактором был Зелик Аксельрод. В июне 1941 года Аксельрод был арестован по обвинению в причастности к «писательской националистической организации» и расстрелян в Минске 26 июня того же года.